# Teatro Degollado

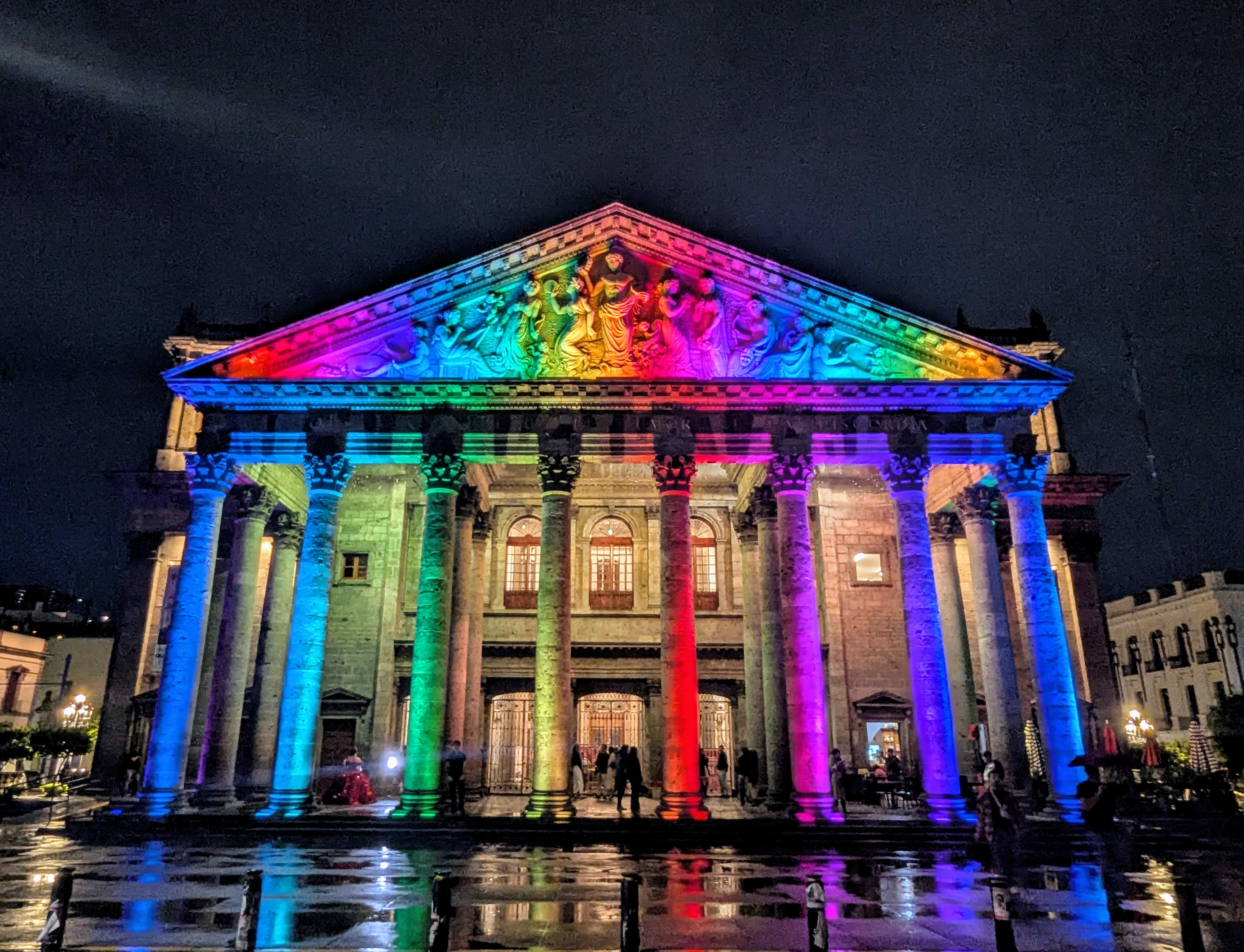
Teatro Degollado en la noche, iluminado con los colores del orgullo LGBT.

El Teatro Santos Degollado es un edificio de mediados del siglo XIX, ubicado en la ciudad mexicana de Guadalajara. El inmueble es escenario habitual de recitales, conciertos, espectáculos de danza clásica y contemporánea. Asimismo es la sede de la Orquesta Filarmónica de Jalisco.
Este edificio se localiza en la calle Degollado, en el centro histórico de la ciudad de Guadalajara, frente a la Plaza de la Liberación. Es considerado uno de los edificios más emblemáticos, y “la obra artística más importante del siglo XIX en Guadalajara”.

## Historia
A mediados del siglo XIX se comenzó a gestar la idea de edificar un teatro digno para los habitantes de la ciudad. Había una gran demanda para un gran teatro en Guadalajara que mostrara las artes culturales de la ciudad. En respuesta a la demanda, el 1 de octubre de 1855, Antonio Pérez Verdía propuso la construcción del Teatro Alarcón en honor al dramaturgo clásico Juan Ruiz de Alarcón al entonces gobernador en funciones, Santos Degollado. El 12 de diciembre de ese mismo año, Degollado firma el decreto oficial para construir la estructura, y en marzo de 1856 Degollado coloca la primera piedra fundamental del edificio. En abril de 1856, Jacobo Gálvez fue designado para dirigir la construcción inicial del teatro.
Debido a la guerra de Reforma y un cambio de gobierno, la finalización del proyecto fue lenta. El 12 de noviembre de 1861, el gobernador Pedro Ogazón cambió el nombre propuesto del proyecto de Teatro Alarcón a Teatro Degollado, en honor al exgobernador y general Santos Degollado, fallecido en batalla el 16 de junio de 1861. Este cambio de nombre no fue reconocido al momento de la inauguración, pero fue adoptado el 18 de diciembre de 1866, cuando las tropas liberales recuperaron el control de la plaza donde se encuentra el teatro.
La primera inauguración del teatro fue el 13 de septiembre de 1866, con la ópera Lucía de Lammermoor de Gaetano Donizetti, protagonizada por Ángela Peralta, soprano de ópera conocida como «el ruiseñor mexicano». El teatro aún no se había terminado. Posteriormente, hubo muchas remodelaciones y cuatro inauguraciones más: el 30 de octubre de 1880, el 15 de septiembre de 1910, el 28 de junio de 1941 y el 8 de septiembre de 1964.
Actualmente, es sede de la Orquesta Filarmónica de Jalisco, de las Encuentro Internacional del Mariachi y la Charrería, del Ballet Folclórico de la Universidad de Guadalajara, el Ballet del Ayuntamiento de Guadalajara y escenario de conciertos, ópera, ballet clásico, obras teatrales y presentaciones de destacados artistas nacionales e internacionales.
Por este teatro han desfilado personalidades como Juan Gabriel, Lola Beltrán, Lucha Villa, Vicente Fernández, Rocío Dúrcal, Ángela Peralta, Virginia Fábregas, Anna Pávlova, Aram Jachaturián, Andrés Segovia, Pau Casals, Plácido Domingo, Ravi Shankar, Jorge Federico Osorio, Henryk Szeryng, Francisco Araiza, Ramón Vargas, Alfred Brendel, Rudolf Nuréyev, Marcel Marceau, entre otros.

## Arquitectura

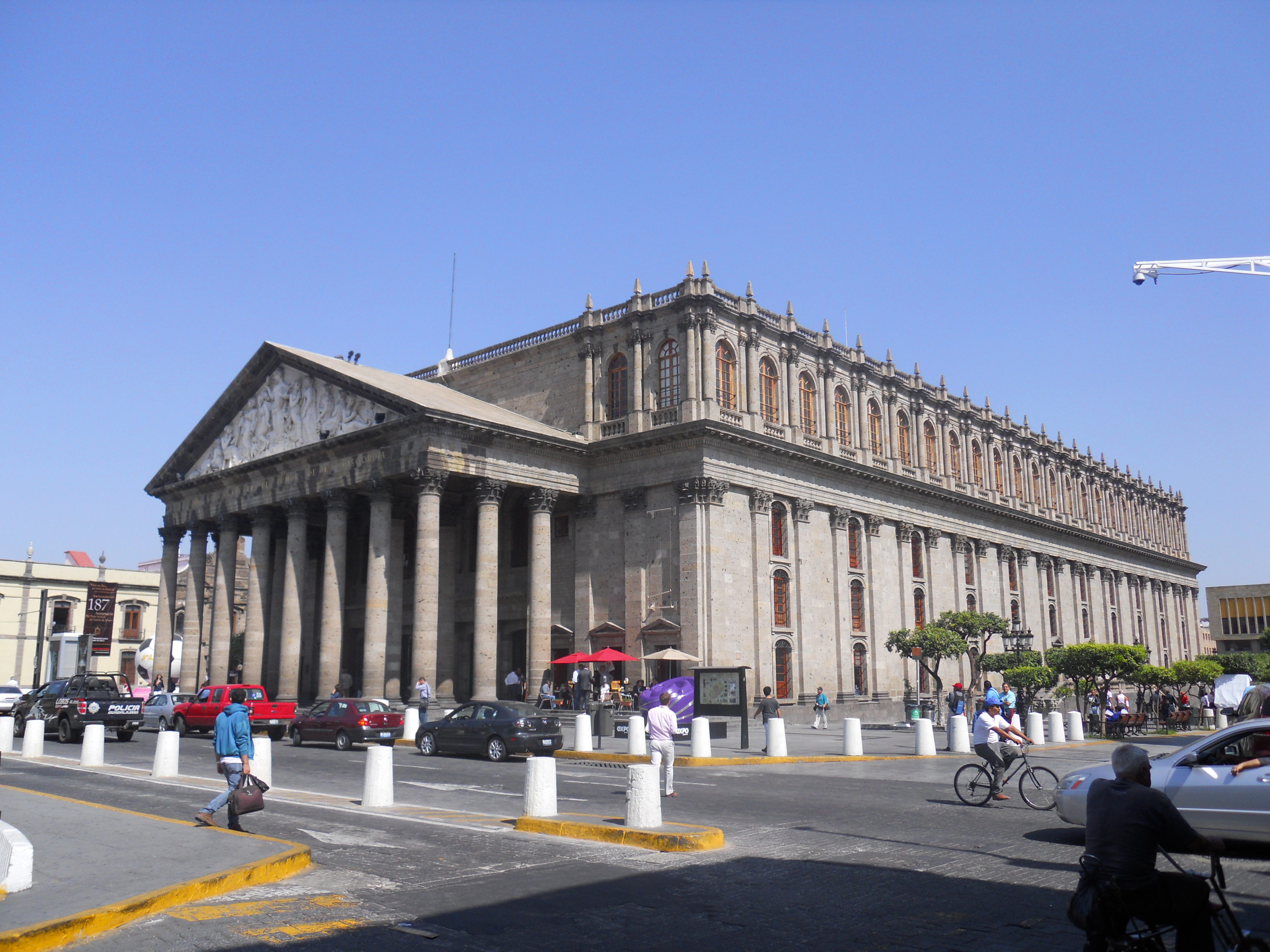
Vista lateral.

El Teatro Degollado es famoso por sus hermosas pinturas a lo largo de sus paredes doradas en el interior del edificio y su relieve simbólico en el exterior.

### Interior
La mayoría de las renovaciones del teatro se realizaron para mejorar el diseño interior, agregando pinturas y dándole su actual color rojo y dorado. A finales de 1861, durante la gubernatura de Pedro Ogazón, tanto Jacobo Gálvez, como Gerardo Suárez y Carlos Villaseñor decoraron el teatro con un mural que representaba el cuarto canto de Dante Alighieri en la Divina comedia. En 1877 se ordenó a Fermín Riestra continuar con la construcción del edificio; un proceso de tres años en el que se colocó en el centro del arco interior del edificio un águila dorada con una bandera mexicana en sus garras y una cadena en el pico. Dentro de los tres años de construcción, Felipe Castro pintó unos murales en el arco del proscenio. Entre 1880 y 1890, se completó el estuco de la sala de conciertos y se añadió un color dorado a las paredes interiores. Hacia 1893, los azulejos fueron retirados del escenario, por la falta de soporte que brindaban a la estructura, y fueron reemplazados por un arco metálico en 1905. Entre 1909 y 1910 el artista Roberto Montenegro se centró en la reconstrucción y decoración del interior del edificio que incluyó la adición de una lámpara de cristal en la bóveda del teatro. Cinco décadas después, el arquitecto Ignacio Díaz Morales se encargó de una restauración completa del edificio donde las esculturas de Benito Castañeda reemplazaron a los mosaicos venecianos. En mayo de 2001, se añadió al interior del edificio una cámara con capacidad para 200 personas.

### Exterior

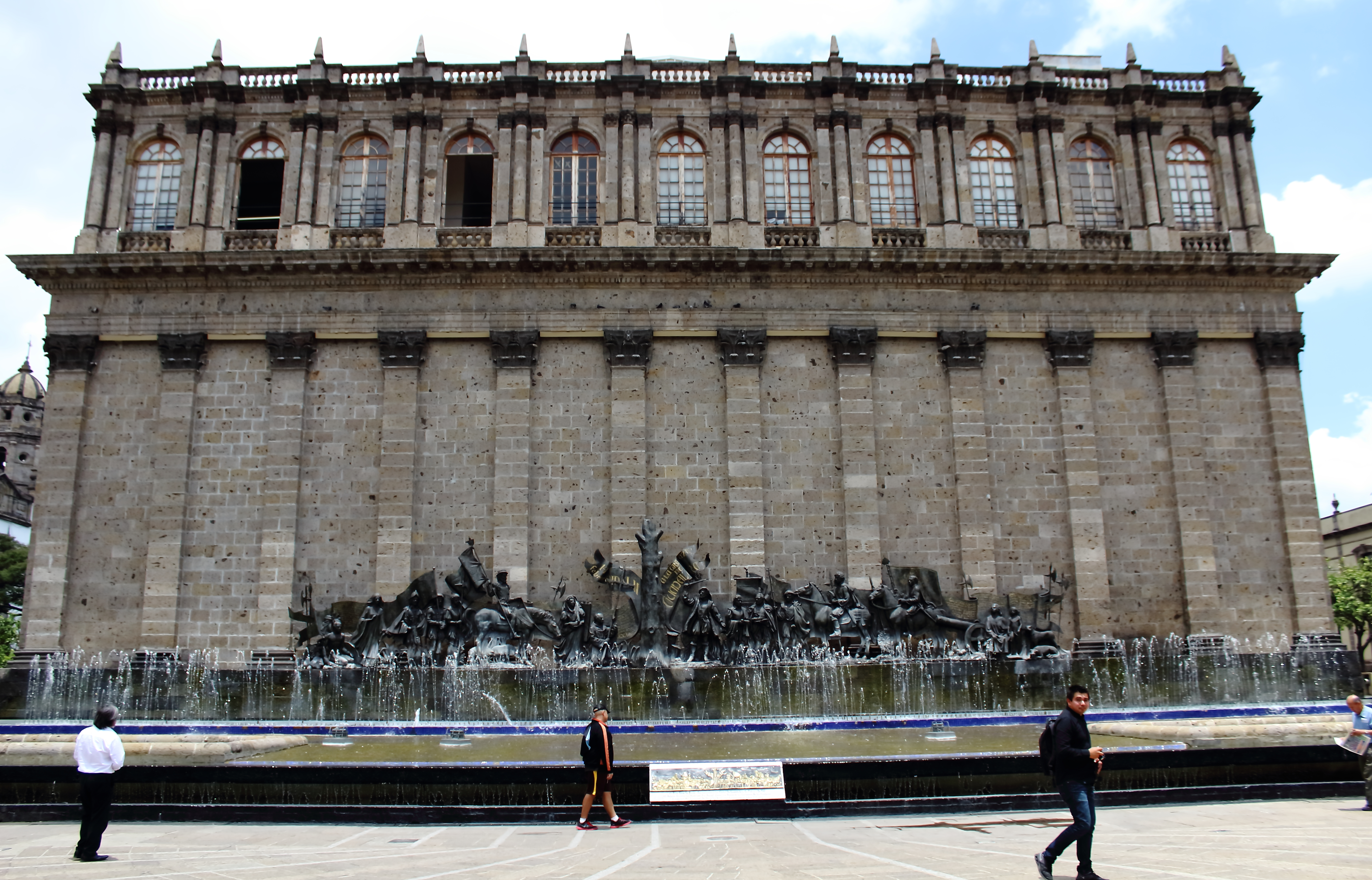
El friso en el exterior del Teatro Degollado.

Con menos renovaciones que el interior, el exterior del edificio aún conserva su belleza artística. Entre 1953 y 1959 Montenegro diseñó y elaboró el mosaico de Apolo y las nueve musas en el frontón del teatro. El pórtico que sostiene el frontón consta de 16 columnas corintias. Cuando Díaz Morales estuvo a cargo de la remodelación del teatro, mandó grabar la frase «Que nunca llegue el rumor de la discordia» a lo largo del frontis en la entrada principal.
El Friso de los Fundadores de Guadalajara se instaló en el exterior del edificio frente a la Plaza Fundadores. Obra de Rafael Zamarripa, el alto relieve de bronce mide 3 m de alto x 21 m de largo y representa a los fundadores de Guadalajara.